# Confederación Española de Cajas de Ahorros
La Confederación Española de Cajas de Ahorros (CECA) fue una organización fundada en 1928 que agrupaba a las cajas de ahorros españolas. Sus objetivos eran aunar los esfuerzos de sus integrantes y ejercer representación en distintos foros. La CECA fue, además, como una entidad de crédito sin ninguna limitación específica. Prestaba a las cajas de ahorros asociadas apoyo como asociación y servicios especializados.

## Objetivos
Sus objetivos como asociación eran
- Representar a las cajas de ahorros españolas ante los poderes públicos y en el ámbito internacional.
- Actuar como centro de estudios común de todas las cuestiones que afectan a las cajas de ahorros.
- Colaborar con las autoridades financieras.
- Ejercer como centro de coordinación operativa de información, asesoramiento y comunicación y marketing.

## Historia
La entidad nace en 1928 bajo la denominación de «Confederación Española de Cajas de Ahorros Benéficas», como consecuencia de la promulgación de la Real Orden 14 de septiembre de 1928, con objeto de unificar y representar al sector financiero de la época.Fue su primer secretario general el abogado y empresario Francisco Alcaraz Jaen desde 1928 a 1937,introductor de los primeros seguros agrarios en España. 

### Tipo activo de referencia de las cajas de ahorros
Hasta el 1 de noviembre de 2013 la CECA elaboraba un tipo activo de referencia llamado indicador CECA. La CECA calculaba mensualmente este tipo, que se definía como el noventa por ciento redondeado a octavos de punto, de la media simple correspondiente a: 
- la media aritmética de los préstamos personales formalizados mensualmente en operaciones a plazo de un año a menos de tres
- a la media aritmética de los préstamos con garantía hipotecaria formalizados mensualmente por plazo de tres años o más eliminando en ambos casos los valores que se separen en ± 2 veces la desviación típica.

Los tipos tomados para realizar el cálculo eran los tipos TAE remitidos por las cajas de ahorros al Banco de España.
Este índice, publicado mensualmente en el BOE, era uno de los que se utilizaban para calcular el tipo de interés de los préstamos hipotecarios a tipo variable destinados a la adquisición de vivienda (junto al euríbor a un año y al tipo medio de los préstamos hipotecarios a más de tres años para adquisición de vivienda libre (o Índice de Referencia de Préstamos Hipotecarios -IRPH-) del conjunto de entidades de crédito). También se utilizaba para calcular el tipo de interés que cargan las tarjetas de crédito.

### Concentración del sector
En 2010, se inició un proceso de concentración del sector, pasando de las 45 cajas de ahorros existentes antes de la crisis financiera a 34, tras 7 fusiones y 2 intervenciones (Caja Castilla-La Mancha (CCM) y CajaSur) con posterior bancarización tras ser adjudicadas por el Banco de España a entidades más solventes (Cajastur y BBK respectivamente). Desde marzo de 2015, solamente quedan dos cajas de ahorros (Caixa Ontinyent y Colonya, Caixa Pollença), las únicas que no se vieron afectadas por la reestructuración del sector tras la crisis financiera de 2008. El resto de las cajas que existían antes de dicho proceso se transformaron en fundaciones o simplemente desaparecieron.
Desde julio de 2021, quedan 6 entidades bancarias (ABANCA, CaixaBank, CajaSur Banco, Ibercaja, Kutxabank y Unicaja Banco) de todas las que surgieron tras el traspaso de la actividad financiera por parte de las cajas de ahorros a entidades bancarias creadas para tal efecto. Solamente Caixa Ontinyent y Colonya, Caixa Pollença no realizaron dicho traspaso.

### Creación de Cecabank
En 2012, la CECA decidió imitar a la mayoría de sus socias y optar por la creación de un banco instrumental como marca la normativa sectorial, ya que la Confederación además de ser la patronal del sector tenía hasta entonces estatuto de caja de ahorros. De esta forma, la CECA segregó la totalidad de su patrimonio, a excepción de determinados activos y pasivos vinculados a su obra social, a un banco de nueva creación, Cecabank, S.A., el cual se subrogó en la totalidad de los derechos y obligaciones que mantenía la CECA hasta ese momento. Este cambio fue aprobado en el consejo de administración de marzo y refrendado en la Asamblea General el 25 de julio de 2012. 
Cecabank quedó controlado por la propia CECA al 89 %, mientras que el 11% restante quedó en manos de las cajas o grupos asociados, tras el canje accionarial realizado (100 millones de acciones de un euro de valor nominal cada una). El total del activo, en el momento de su constitución, era de 16 369 millones de euros, mientras que el total de pasivo superaba los 15 725 millones de euros, por lo que el valor neto del patrimonio transmitido quedaba en 643,99 millones de euros y 728 millones de euros de recursos propios. El ratio de capital principal ascendía hasta el 13,6 %, muy por encima del que pueden llegar a mostrar algunos de los asociados. 
Su actividad se centra en prestar servicios de inversión, como valores y depositaría, de tesorería, medios tecnológicos y servicios de pago, consultoría y servicios de apoyo.
Sus principales clientes parece lógico que sean las cajas en reestructuración cuya actividad mayorista está limitada. No presta servicios a particulares.

## Participaciones
La asociación tenía las siguientes participaciones:
| Sociedad              | Participación |
| --------------------- | ------------- |
| Ahorro Corporación    | 14,44 %       |
| Caser                 | 1,60 %        |
| Afianza               | 1,27 %        |
| Ahorro y Titulización | 50,00 %       |
| Iberpay               | 19,06 %       |
| Euro 6000             | 10,00 %       |
| Mastercajas           | 0,61 %        |
| Lico Corporación      | 8,85 %        |
| Swift                 | 0,113 %       |
| Cea Trade Service     | 100 %         |
| Trionis Data          | 11,25 %       |
| Tevea International   | 20,00 %       |
| Eufiserv Payments     | 22,49 %       |